# أبا الصلابيخ (الغاط)
أبا الصلابيخ، هي قرية من فئة (ب) تقع في محافظة الغاط، والتابعة لمنطقة الرياض في السعودية. وتبعد أبا الصلابيخ عن محافظة الغاط بمسافة تقارب () كم.